# Ofensiva de Hama (septiembre de 2017)
La ofensiva de Hama (septiembre de 2017), cuyo nombre en clave fue Oh siervos de Dios, sed firmes, fue una ofensiva militar lanzada por grupos rebeldes liderados por Hayat Tahrir al-Sham (HTS) al norte de la ciudad de Hama, como parte de la Guerra Civil Siria.

## Contexto
En marzo de 2017, los rebeldes liderados por Hayat Tahrir al-Sham lanzaron una ofensiva sin éxito contra las Fuerzas Armadas Sirias al norte de Hama. Aunque lograron ganancias territoriales en el primer mes de la ofensiva, ocupando más del doble del territorio, después de siete días, las fuerzas gubernamentales y sus aliados lanzaron una contraofensiva, recuperando el territorio. En abril, las fuerzas gubernamentales expulsaron completamente a los rebeldes de la posición inicial de la ofensiva. 

## La ofensiva

### Ataque liderado por Tahrir al-Sham
El 19 de septiembre, los miembros de Tahrir al-Sham, junto con el TIP y los militantes alineados con la FSA, lanzaron una ofensiva en las posiciones de las Fuerzas Armadas Rusas a favor del gobierno que supervisan el proceso de reducción de escala de la zona en la provincia de Idlib. un acuerdo con Turquía e Irán en negociaciones en Astana en mayo de 2017. Los informes de los enfrentamientos resultantes fueron contradictorios. Los rebeldes capturaron inicialmente cuatro aldeas, pero después de los combates durante los cuales las aldeas cambiaron de manos varias veces, las fuerzas gubernamentales recapturaron todas las aldeas hasta el 22 de septiembre. Rusia declaró que había matado a 850 combatientes rebeldes el 21 de septiembre. En contraste, SOHR informó que 66 rebeldes y 38 soldados murieron durante la ofensiva, así como más de 40 civiles durante dos días en casi 500 ataques aéreos en cerca de 40 pueblos y aldeas en represalia por la ofensiva rebelde. También hubo reclamos rebeldes de ataques aéreos del gobierno y de Rusia contra objetivos civiles en Idlib, incluidas instalaciones médicas. La Fuerza Aérea Rusa y la Armada Rusa realizaron ataques con misiles aéreos y de crucero contra objetivos HTS, que, según informes, incluyen un gran campamento militar. El Departamento de Estado de EE. UU. acusó a Siria y Rusia, además de bombardear objetivos civiles, de atacar instalaciones médicas. Uno de los tres hospitales presuntamente bombardeados fue la clínica al-Rahma en Khan Shaykhun, que trató a las víctimas del ataque químico allí en abril.

### Contraataque del ejército sirio y ataques aéreos

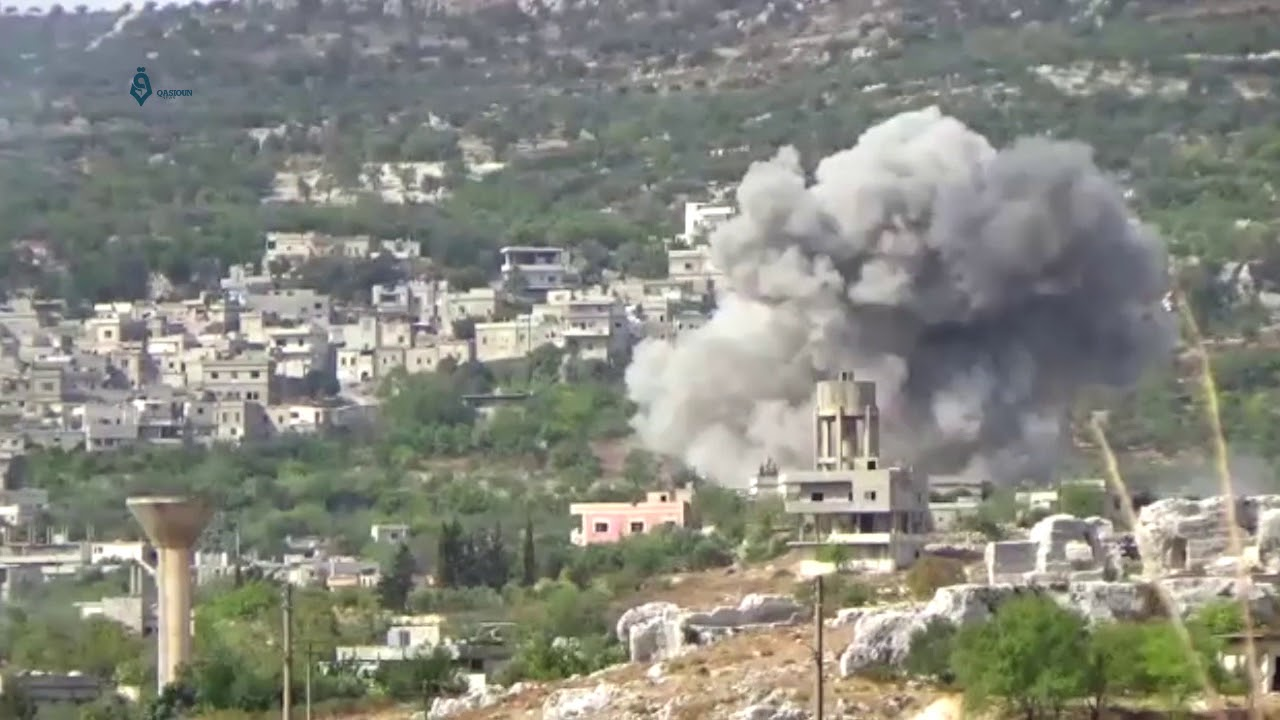
Durante la ofensiva, las ciudades dominadas por los rebeldes en la Gobernación de Idlib, como Bidama, arriba, fueron golpeadas nuevamente por ataques aéreos sirios y rusos, la primera serie de ataques aéreos en el área desde el intento de alto el fuego en julio de 2017.

El 23 de septiembre, los ataques aéreos rusos se dirigieron a los rebeldes en las gobernaciones de Idlib y Hama, incluida la sede de Faylaq al-Sham en el área de Tal Mardiqh en la provincia de Idlib, dejando al menos 45 rebeldes muertos. Hubo muchos otros ataques aéreos rusos en Hama e Idlib, incluidos Khan Sheikhoun, Jisr al-Shaqour, Saraqeb y Kafr Sajna. Unas 40 personas murieron en ataques aéreos el 24 de septiembre.
Al mismo tiempo, el ejército árabe sirio lanzó una contraofensiva en la parte norte de Hama, capturando dos aldeas. Sin embargo, un fuerte contraataque rebelde en la noche obligó a las tropas del gobierno a retirarse.  A la mañana siguiente, las fuerzas del gobierno una vez más atacaron las aldeas, apoyadas por helicópteros de combate rusos. El 25 de septiembre, el Ejército hizo un nuevo intento de capturar las dos aldeas. Sin embargo, dos días después, las fuerzas gubernamentales se retiraron de sus posiciones alrededor de las aldeas.
Los ataques aéreos del gobierno y sus aliados continuaron durante los días siguientes. El 25 de septiembre, la Defensa Civil de Siria afirmó que los ataques aéreos causaron más de 40 muertes en Idlib. El 26 de septiembre, hubo informes de un quinto hospital en territorio rebelde, el hospital Sham 4 en Kafr Nabl, Idlib.  El 27 de septiembre, se registraron otras 43 muertes en ciudades de Idlib, entre ellas Khan Shaykhun y Jisr al-Shughur, como resultado de la campaña. Para el 28 de septiembre, la Defensa Cívica de Siria había informado de más de 152 civiles muertos en la campaña de bombardeos y que seis hospitales habían sido atacados, desplazando a los residentes urbanos hacia las zonas rurales. La campaña de bombardeos se detuvo la noche del 29 de septiembre.  

## Secuelas
El 6 de octubre, HTS lanzó un ataque al noreste de Hama, capturando al-Msherfeh y varias otras áreas cercanas.  Sin embargo, los militares recapturaron la mayor parte del territorio perdido al día siguiente, excepto al-Msherfeh y Tal Aswad. Al menos 12 rebeldes murieron en la lucha, así como ocho soldados. El 8 de octubre, los rebeldes capturaron a Abu Dali y Tal Maqta'a.
El 6 de noviembre, Tahrir al-Sham junto a Jaysh al-Izza, Jaysh al-Nasr y la División Central comenzaron una ofensiva a gran escala, capturando tres aldeas en el campo norte de Hama. Sin embargo, un día después, un pueblo fue recapturado por el ejército árabe sirio después de un día completo de enfrentamientos contra los rebeldes. Durante la mañana del 8 de noviembre, se recapturó un segundo pueblo.